# Infanticos del Pilar
Los Infantes del Pilar, conocidos popularmente como "Infanticos del Pilar" es una de las  Escolanías que todavía hoy perduran en España. La institución formalmente instituida data desde el siglo XVII, aunque ya encontramos datos de su existencia desde el siglo XIII. Este coro de niños,  participa a diario en la liturgia y en las celebraciones solemnes, en el canto litúrgico y como monaguillos de las dos catedrales de la ciudad de Zaragoza,  la Catedral Basílica de Nuestra Señora del Pilar y la Seo de El Salvador. 
Los Infantes del Pilar tienen edades comprendidas entre los seis y los doce años, y  tienen su sede en el Colegio de Infantes que se encuentra junto al Pilar. Allí reciben a la par que sus estudios de primaria, estudios de música. 
Los Infantes reciben en el Colegio, sus estudios de primaria y además estudian técnica vocal, lenguaje musical, repertorio y piano. Todos los estudios musicales están supervisados por don José María Berdejo, director musical de la Escolanía y de las Catedrales. Además son alumnos de la Escuela de Música Santa María  en donde los Infantes  estudian la enseñanza musical que les prepara para  para los estudios oficiales en el CAM Moderno Santa María en el que pueden finalizar el Título de Técnico de Enseñanzas Musicales. 
El coste de su educación es asumido casi en su totalidad por el cabildo metropolitano de Zaragoza, que concede una beca a los niños que superan las pruebas de acceso a la Escolanía.
Además de cantar en el coro, los infanticos también hacen funciones auxiliares de monaguillo dentro del templo. Del mismo modo, son ellos quienes realizan el tradicional paso de niños y objetos religiosos por el manto de la Virgen,  pasan a los bebés en brazos ante el manto de la virgen y acompañan a los niños a besarlo y a hacerse la tradicional foto. 
Los cantos de los infanticos pueden escucharse todas las mañanas a las 9.00h en la misa conventual,  y a las 20.00h por la tarde en el canto de la salve y los gozos de la Virgen. También se les puede oír en cinta grabada a través de los altavoces situados en el exterior del templo cantando la jaculatoria a la Virgen, a las 9 a las 12 y a las 20 horas,
La oración dice así:
"Bendita y alabada sea la hora en que María Santísima vino en carne mortal a Zaragoza, a Zaragoza
Por siempre sea, por siempre sea, Bendita y Alabada,"

## Noticias recientes
https://www.heraldo.es/noticias/aragon/2021/12/17/los-infanticos-del-pilar-llevan-sus-villancicos-a-la-sede-de-ibercaja-1541095.html